# Toccopola
Toccopola é uma cidade  localizada no estado americano de Mississippi, no Condado de Pontotoc.

## Demografia
Segundo o censo americano de 2000, a sua população era de 189 habitantes.
Em 2006, foi estimada uma população de 282, um aumento de 93 (49.2%).

## Geografia
De acordo com o United States Census Bureau tem uma área de
3,8 km², dos quais 3,8 km² cobertos por terra e 0,0 km² cobertos por água.

## Localidades na vizinhança
O diagrama seguinte representa as localidades num raio de 32 km ao redor de Toccopola.